# Löwenstein-Wertheim

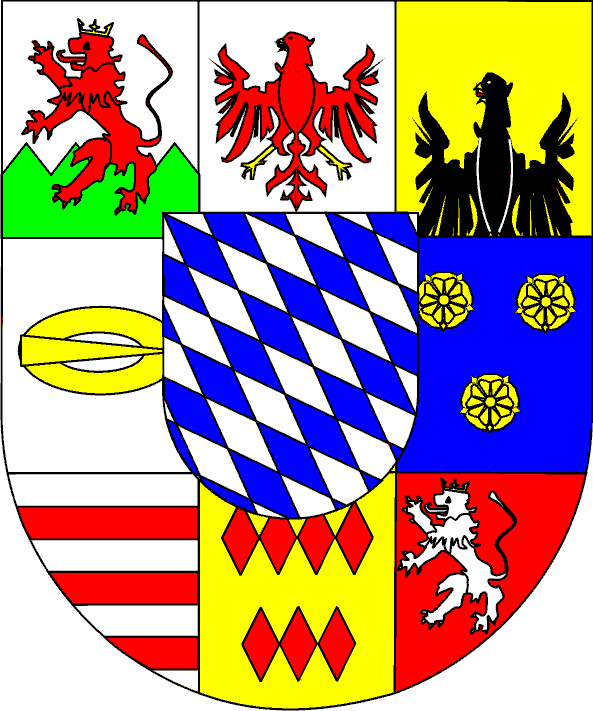
Löwenstein-Wertheim-Virneburg omstreeks 1790; 1: Löwenstein; 2: Montaigu; 3/6: Wertheim; 4: Rochefort; 7: Breuberg; 8: Virneburg; 9: Scharfeneck; hart: Beieren

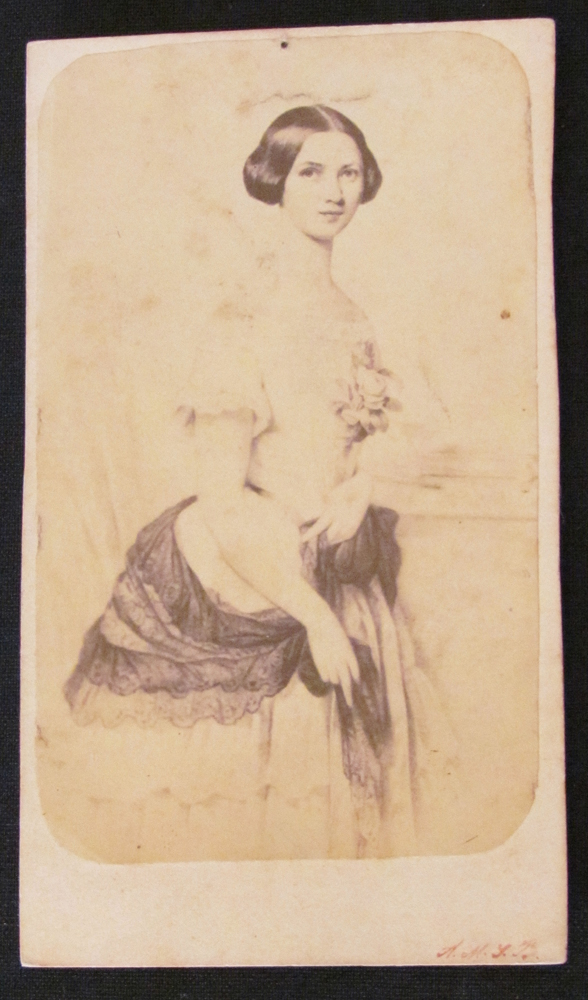
Adelheid van Löwenstein-Wertheim-Rosenberg

Löwenstein-Wertheim is een Duits adellijk geslacht.
zie ook het artikel wapen van Löwenstein-Wertheim.

## Geschiedenis
Het graafschap Löwenstein, dat was gelegen in de Zwabische Kreits tussen Hohenlohe en Württemberg, behoorde tot 1277 aan een tak van de graven van Calw en kwam in 1281 door koop aan Rudolf van Habsburg, die het in 1282 aan zijn zoon Albrecht overdroeg. De laatste van Albrechts nakomelingen, Hendrik, verkocht het graafschap in 1441 aan Frederik I van de Palts.
Frederik stond het graafschap Löwenstein en de heerlijkheid Scharfeneck op 28 december 1476 af aan zijn zoon Lodewijk I uit het huwelijk met Clara Dett (Tott). Omdat dit huwelijk niet vorstelijk was, was Lodewijk I geen prins van Beieren en de Palts. Het graafschap Löwenstein viel na 1504 onder het gezag van het hertogdom Württemberg en was dus niet rijksvrij.
Na de dood van graaf Frederik I van Löwenstein in 1541 volgde zijn oudste zoon Wolfgang hem op in Scharfeneck (tak uitgestorven in 1633).
Zijn tweede zoon Lodewijk III van Löwenstein verkreeg door zijn huwelijk met Anna van Stolberg de graafschappen Wertheim, Rochefort en Montaigu en de heerlijkheden Breuberg, Herbimont en Chassepierre en nam de naam Löwenstein-Wertheim aan.
Wertheim, Breuberg en Scharfeneck waren rijksvrij. Rochefort, Montaigu, Herbimont en Chassepierre vielen onder de soevereiniteit van de Zuidelijke Nederlanden.
Op 10 oktober 1611 werd het gebied onder zijn zoons Christoffel Lodewijk en Johan Dirk opgedeeld in de linies Virneburg en Rochefort:
- Löwenstein-Wertheim-Virneburg, de oudere linie, was protestants, heette sinds 25 februari 1803 Löwenstein-Wertheim-Freudenberg en werd op 19 november 1812 door koning Maximiliaan I Jozef van Beieren in de Beierse vorstenstand verheven.
- Löwenstein-Wertheim-Rochefort, de jongere linie, was katholiek, heette sinds 25 februari 1803 Löwenstein-Wertheim-Rosenberg en werd op 3 april 1711 in de rijksvorstenstand verheven.

De bezittingen op de linker Rijnoever gingen door de Franse annexatie van 1797/1801 verloren.
In de Reichsdeputationshauptschluss van 25 februari 1803 werd in paragraaf 14 het volgende geregeld:
- De vorsten van Löwenstein-Wertheim krijgen voor het verlies van het graafschap Püttlingen, 
  - de heerlijkheden Scharfeneck, Cugnon
  - en  de twee dorpen Wörth en Trennfurt van het keurvorstendom Mainz,
  - de ambten Rothenfels en Homburg van het prinsbisdom Würzburg,
  - de abdijen Brombach, Neustadt en Holzkirchen,
  - de bestuurseenheden Widdern en Thalheim van Würzburg
  - en de rechten en inkomsten die Würzburg had binnen het graafschap Wertheim. Dit onder het voorbehoud dat het ambt Homburg en de abdij Holzkirchen aan het keurvorstendom Beieren moeten worden afgestaan tegen een eeuwigdurende rente.
- De graven van Löwenstein-Wertheim krijgen voor het verlies van het graafschap Virneburg 
  - het ambt Freudenberg, de kartuize Grünau,
  - het klooster Tierstein en
  - de dorpen Montfeld, Rauenberg, Wessenthal en Trennfeld.

In artikel 24 van de Rijnbondakte van 12 juli 1806 werden de volgende gebieden onder de soevereiniteit gebracht van:
- het groothertogdom Baden : de bezittingen van de vorsten en de graven van Löwenstein-Wertheim op de linker oever van de Main (uitgezonderd het graafschap Löwenstein, het deel van Limburg-Gaildorf dat aan de graaf van Löwenstein behoort en de heerlijkheden Breuberg, Heubach en Habizheim
- het groothertogdom Hessen-Darmstadt: de heerlijkheden Breuberg, Heubach en Habizheim
- de vorst-primaat de bezittingen van de vorsten en de graven van Löwenstein-Wertheim op de rechter oever van de Main.

Dit was de mediatisering.
Het deel van de vorst-primaat kwam in 1806 met het vorstendom Aschaffenburg aan het groothertogdom Frankfurt en viel uiteindelijk in 1815 aan het koninkrijk Beieren.

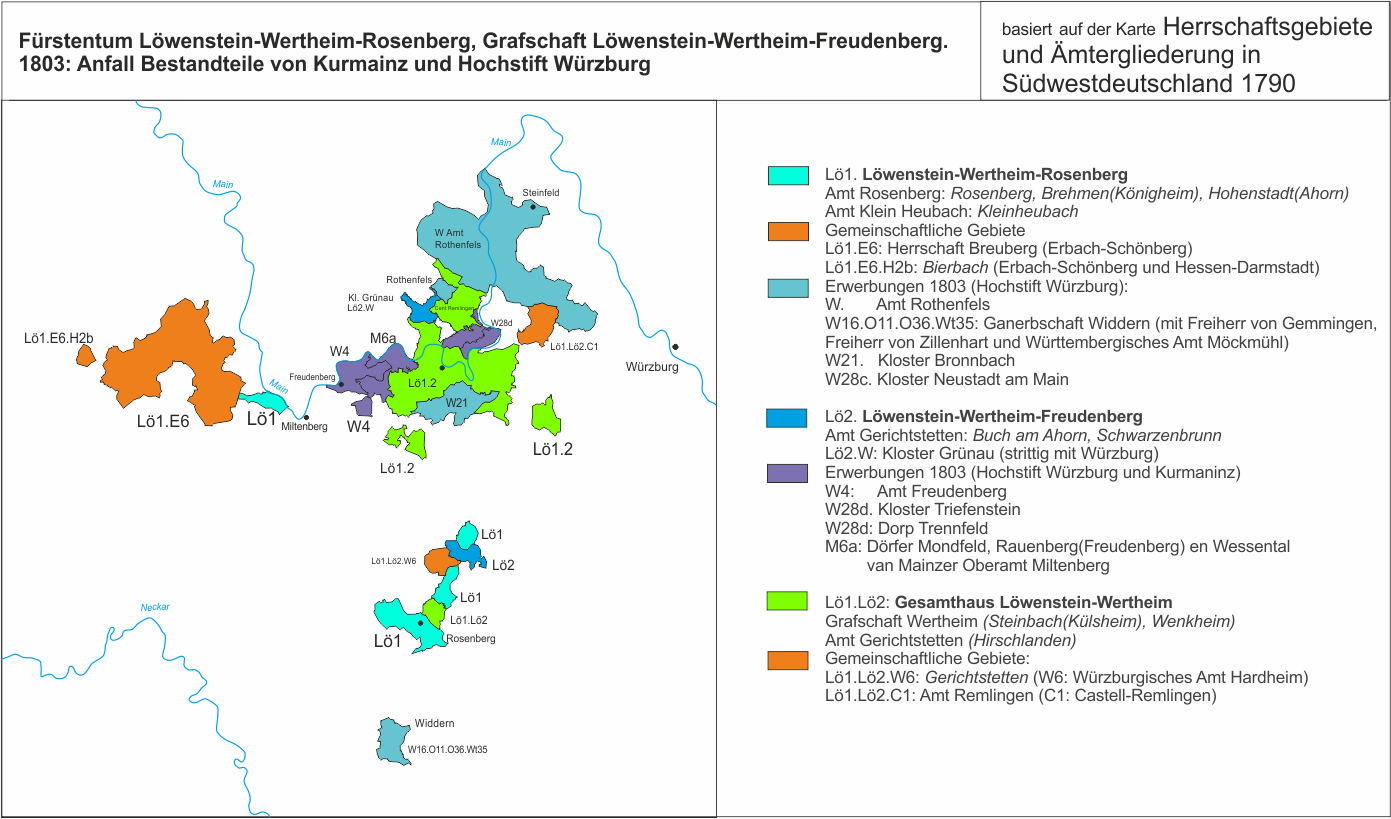
vorstendom Löwenstein-Wertheim-Rosenberg en graafschap Löwenstein-Freudenberg na de verwerving van gebieden in 1803

## Löwenstein-Wertheim en de Frankische Kreits
De vorsten van Löwenstein-Wertheim (de tak Rochefort) hadden een zetel op de vorstenbank van de Frankische Kreits. Deze zetel was persoonlijk en niet verbonden met een territorium. Daarnaast voerde de vorst een halve stem op de gravenbank. Deze halve stem was verbonden met het graafschap Wertheim. De andere halve stem van het graafschap Wertheim was het gemeenschappelijke bezit van de graven uit de tak Virneburg.

## Bekende telgen
- Adelheid van Löwenstein-Wertheim-Rosenberg (1831-1909), echtgenote van Michaël I van Portugal
- Anne Löwenstein-Wertheim (1864-1924), Brits luchtvaartpionier
- Maria Theresa van Löwenstein-Wertheim-Rosenberg (1870-1935), echtgenote van Michaël, Hertog van Bragança
- Hubertus zu Löwenstein-Wertheim-Freudenberg (1906-1984), Duits politicus en journalist

Alt-Leiningen-Westerburg · Arenberg · Auersperg · Bentheim-Steinfurt · Bentheim-Tecklenburg · Bentinck · Bömmelberg · Bretzenheim · Castell-Castell · Castell-Rüdenhausen · Colloredo-Mannsfeld · Croÿ · Dietrichstein · Erbach-Erbach · Erbach-Fürstenau · Erbach-Schönberg · Esterházy · Fürstenberg · Fugger-Babenhausen · Fugger-Glött · Fugger-Kirchberg · Fugger-Kirchheim · Fugger-Nordendorf · Harrach · Hohenlohe-Ingelfingen · Hohenlohe-Kirchberg · Hohenlohe-Langenburg · Hohenlohe-Öhringen · Hohenlohe-Schillingsfürst · Hohenlohe-Waldenburg-Bartenstein · Hohenlohe-Waldenburg-Jagstberg · Hohenlohe-Waldenburg-Schillingsfürst · Isenburg-Birstein · Isenburg-Büdingen · Isenburg-Philippseich · Kaunitz-Rietberg · Khevenhüller-Metsch · Königsegg-Aulendorf · Kuefstein · Leiningen · Leiningen-Billigheim · Leiningen-Neudenau · Leyen · Limburg-Stirum · Lobkowitz · Löwenstein-Wertheim-Freudenberg · Löwenstein-Wertheim-Rosenberg · Looz-Corswarem · Metternich-Winneburg · Neipperg · Neu-Leiningen-Westerburg · Oettingen-Spielberg · Oettingen-Wallerstein · Ortenburg · Ostein · Pappenheim · Platen-Hallermund · Plettenberg-Wittem · Pückler und Limpurg · Quadt-Wykradt-Isny · Rechberg und Rothenlöwen · Rechteren-Limpurg · Rosenberg-Orsini · Salm-Horstmar · Salm-Kyrburg · Salm-Reifferscheidt-Krautheim und Dyck · Salm-Reifferscheidt-Raitz · Salm-Salm · Sayn-Wittgenstein-Berleburg · Sayn-Wittgenstein-Hohenstein · Schaesberg · Schlitz genannt von Görtz · Schönborn · Schönborn-Buchheim · Schönborn-Wiesentheid · Schönburg-Glauchau · Schönburg-Hartenstein · Schönburg-Waldenburg · Schwarzenberg · Sinzendorf · Solms-Braunfels · Solms-Hohensolms-Lich · Solms-Laubach · Stadion-Tannhausen · Stadion-Warthausen · Starhemberg · Sternberg-Manderscheid · Stolberg-Roßla · Stolberg-Stolberg · Stolberg-Wernigerode · Thurn und Taxis · Toerring · Trauttmansdorff-Weinsberg · Waldbott-Bassenheim · Waldburg-Wolfegg und Waldsee · Waldburg-Zeil · Waldburg-Zeil-Wurzach · Waldeck-Limpurg · Wallmoden-Gimborn · Wartenberg-Roth · Wied-Neuwied · Wied-Runkel · Windisch-Graetz · Wurmbrand-Stuppach